# 宋仕
宋仕（1538年—1618年），字汝學，號可泉，山東平原縣人，明朝政治人物。

## 生平
嘉靖四十年（1561年）辛酉科山東鄉試第二十一名，隆慶五年（1571年）辛未科会试第二百九十四名，廷试三甲二百七十六名進士。吏部觀政，授直隶衡水知縣，万历元年（1573年）調遵化，万历五年（1577年）七月行取考选浙江道御史，六年（1578年）丁父忧。八年十月復除本道御史，十年巡按四川，十二年巡按南直隶苏松，十四年监试京畿道，十五年二月陞順天府丞，十六年六月升大理寺右少卿，十月升左少卿，十一月以都察院僉都御史巡撫保定提督紫荆等关，十九年九月任都察院左佥都御史协理院事，又以右副都御史巡撫應天，二十年四月陞南京大理寺卿，十一月为山西道御史钱梦得所弹劾，勒令回籍。
万历四十五年（1617年）起為南京刑部右侍郎，四月晉南京都察院右都御史，四十六年九月五日卒官。賜祭葬，贈太子少保，廕一子祀鄉賢。

## 家族
曾祖父宋錫，工部營繕所所丞；祖父宋台，號北巅，懷慶府知事；父宋以方（？—1578年），字子矩，號近野，壽官贈文林郎浙江道御史。母楊氏（？—1558年），贈孺人；繼母賈氏。弟宋儯、宋倬。